# 卡拉瓜泰
卡拉瓜泰（西班牙語：Caraguatay），是巴拉圭的城鎮，位於該國中部，由科迪勒拉省負責管轄，始建於1770年9月24日，面積91平方公里，海拔高度71米，人口14,787，人口密度每平方公里153人。
25°13′S 56°49′W / 25.217°S 56.817°W